# Caíto Marcondes
Caíto Marcondes (Rio de Janeiro, 12 de março de 1954) é um percussionista e compositor brasileiro, integrante da Orquestra Popular de Cordas. 
Seu primeiro disco solo, Porta do Templo, foi considerado um dos 150 melhores lançamentos de 1998 na Europa pelo World Music Charts Europe.